# Rhian Brewster
Rhian Joel Brewster (1 d'abril de 2000) és un futbolista professional anglès que juga de davanter pel Sheffield United.